# Тянукса (приток Ояти)
Тянукса (в верховье — Рутоя) — река в России, протекает по Подпорожскому району Ленинградской области.
Река берёт начало из Большого Рутозера на высоте 167,5 м над уровнем моря.
Имеет левый приток — реку Вадожку, несущую воды Сарозера.
Течёт преимущественно на север по ненаселённой местности, впадает в Оять с левого берега в 131 км от её устья, западнее деревень Феньково и Лаврово, восточнее нежилой деревни Спирково.
Длина реки составляет 26 км.

## Данные водного реестра
По данным государственного водного реестра России относится к Балтийскому бассейновому округу, водохозяйственный участок реки — Свирь, речной подбассейн реки — Свирь (включая реки бассейна Онежского озера). Относится к речному бассейну реки Нева (включая бассейны рек Онежского и Ладожского озера).
Код объекта в государственном водном реестре — 01040100812102000013079.